# Vuelta al País Vasco 2019
59. edycja wyścigu kolarskiego Vuelta al País Vasco odbyła się pomiędzy 8 kwietnia a 13 kwietnia 2019. Wyścig liczył sześć etapów, o łącznym dystansie 784,3 km, zaliczany był do rankingu światowego UCI World Tour 2019.

## Uczestnicy
Do wyścigu przystąpiły 23 zawodowe ekipy: osiemnaście drużyn jeżdżących w UCI World Tour 2019 i pięć profesjonalnych ekip zaproszonych przez organizatorów z tzw. „dziką kartą”.
| Numery  | Kod | Drużyna               |
| ------- | --- | --------------------- |
| 1-7     | MOV | Movistar Team         |
| 11-17   | TBM | Bahrain-Merida        |
| 21-27   | BOH | Bora-Hansgrohe        |
| 31-37   | AST | Astana Pro Team       |
| 41-47   | DQT | Deceuninck-Quick Step |
| 51-57   | ALM | Ag2r-La Mondiale      |
| 61-67   | LTS | Lotto Soudal          |
| 71-77   | KAT | Team Katusha-Alpecin  |
| 81-87   | SKY | Team Sky              |
| 91-97   | MTS | Mitchelton-Scott      |
| 101-107 | UAE | UAE Team Emirates     |

| Numery  | Kod | Drużyna                       |
| ------- | --- | ----------------------------- |
| 111-117 | EFD | EF Education First            |
| 121-127 | CPT | CCC Team                      |
| 131-137 | DDD | Dimension Data                |
| 141-147 | GFC | Groupama-FDJ                  |
| 151-157 | SUN | Team Sunweb                   |
| 161-167 | TJV | Team Jumbo-Visma              |
| 171-177 | TFS | Trek-Segafredo                |
| 181-187 | COF | Cofidis                       |
| 191-197 | EUS | Euskadi Basque Country–Murias |
| 201-207 | CJR | Caja Rural-Seguros RGA        |

| Numery  | Kod | Drużyna          |
| ------- | --- | ---------------- |
| 211-217 | MZN | Manzana Postobon |
| 221-227 | BUR | Burgos BH        |

## Etapy
| Etap | Data        | Start – Meta                   | km    | Typ         | Zwycięzca etapu       | Lider                 |
| ---- | ----------- | ------------------------------ | ----- | ----------- | --------------------- | --------------------- |
| 1.   | 8 kwietnia  | Zumarraga – Zumarraga          | 11,3  | ITT         | Maximilian Schachmann | Maximilian Schachmann |
| 2.   | 9 kwietnia  | Zumarraga – Gorraiz            | 149,5 | Pagórkowaty | Julian Alaphilippe    | Maximilian Schachmann |
| 3.   | 10 kwietnia | Sarriguren – Estibaliz         | 191,4 | Pagórkowaty | Maximilian Schachmann | Maximilian Schachmann |
| 4.   | 11 kwietnia | Vitoria-Gasteiz – Arrigorriaga | 164,1 | Górski      | Maximilian Schachmann | Maximilian Schachmann |
| 5.   | 12 kwietnia | Arrigorriaga – Arrate          | 149,8 | Górski      | Emanuel Buchmann      | Emanuel Buchmann      |
| 6.   | 13 kwietnia | Eibar – Eibar                  | 118,2 | Górski      | Adam Yates            | Ion Izagirre          |

### Etap 1 - 08.04: Zumarraga > Zumarraga, 11,3 km
| #    | Zawodnik              | Zespół | Czas     |
| ---- | --------------------- | ------ | -------- |
| 1.   | Maximilian Schachmann | BOH    | 17' 10"  |
| 2.   | Daniel Martínez       | EFD    | + 9"     |
| 3.   | Michał Kwiatkowski    | SKY    | + 10"    |
|      |                       |        |          |
| 62.  | Paweł Poljański       | BOH    | + 1' 16" |
| 81.  | Tomasz Marczyński     | LTS    | + 1' 32" |
| 145. | Michał Gołaś          | SKY    | + 2' 33" |

| #    | Zawodnik              | Zespół | Czas     |
| ---- | --------------------- | ------ | -------- |
| 1.   | Maximilian Schachmann | BOH    | 17' 10"  |
| 2.   | Daniel Martínez       | EFD    | + 9"     |
| 3.   | Michał Kwiatkowski    | SKY    | + 10"    |
|      |                       |        |          |
| 62.  | Paweł Poljański       | BOH    | + 1' 16" |
| 81.  | Tomasz Marczyński     | LTS    | + 1' 32" |
| 145. | Michał Gołaś          | SKY    | + 2' 33" |

### Etap 2 - 09.04: Zumarraga > Gorraiz, 149,5 km
| #    | Zawodnik           | Zespół | Czas       |
| ---- | ------------------ | ------ | ---------- |
| 1.   | Julian Alaphilippe | DQT    | 3h 29' 37" |
| 2.   | Bjorg Lambrecht    | LTS    | + 1"       |
| 3.   | Michał Kwiatkowski | SKY    | + 1"       |
|      |                    |        |            |
| 74.  | Tomasz Marczyński  | LTS    | + 2' 35"   |
| 83.  | Paweł Poljański    | BOH    | + 8' 15"   |
| 105. | Michał Gołaś       | SKY    | + 12' 53"  |

| #    | Zawodnik              | Zespół | Czas       |
| ---- | --------------------- | ------ | ---------- |
| 1.   | Maximilian Schachmann | BOH    | 3h 46' 44" |
| 2.   | Julian Alaphilippe    | DQT    | + 5"       |
| 3.   | Michał Kwiatkowski    | SKY    | + 10"      |
|      |                       |        |            |
| 72.  | Tomasz Marczyński     | LTS    | + 4' 10"   |
| 81.  | Paweł Poljański       | BOH    | + 9' 34"   |
| 139. | Michał Gołaś          | SKY    | + 15' 29"  |

### Etap 3 - 10.04: Sarriguren > Estibaliz, 191,4 km
| #    | Zawodnik              | Zespół | Czas       |
| ---- | --------------------- | ------ | ---------- |
| 1.   | Maximilian Schachmann | BOH    | 4h 47' 57" |
| 2.   | Diego Ulissi          | UAE    | + 0"       |
| 3.   | Enrico Battaglin      | TKA    | + 0"       |
|      |                       |        |            |
| 104. | Michał Gołaś          | SKY    | + 2' 39"   |
| 115. | Tomasz Marczyński     | LTS    | + 4' 25"   |
| 121. | Paweł Poljański       | BOH    | + 4' 26"   |
| 150. | Michał Kwiatkowski    | SKY    | + 9' 28"   |

| #    | Zawodnik              | Zespół | Czas       |
| ---- | --------------------- | ------ | ---------- |
| 1.   | Maximilian Schachmann | BOH    | 8h 34' 31" |
| 2.   | Ion Izagirre          | AST    | + 33"      |
| 3.   | Patrick Konrad        | BOH    | + 33"      |
|      |                       |        |            |
| 66.  | Tomasz Marczyński     | LTS    | + 8' 45"   |
| 70.  | Michał Kwiatkowski    | SKY    | + 9' 48"   |
| 81.  | Paweł Poljański       | BOH    | + 14' 10"  |
| 125. | Michał Gołaś          | SKY    | + 18' 18"  |

### Etap 4 - 11.04: Vitoria-Gasteiz > Arrigorriaga, 164,1 km
| #    | Zawodnik              | Zespół | Czas       |
| ---- | --------------------- | ------ | ---------- |
| 1.   | Maximilian Schachmann | BOH    | 4h 03' 55" |
| 2.   | Tadej Pogačar         | UAE    | + 0"       |
| 3.   | Jakob Fuglsang        | AST    | + 1"       |
|      |                       |        |            |
| 52.  | Tomasz Marczyński     | LTS    | + 1' 25"   |
| 96.  | Paweł Poljański       | BOH    | + 9' 15"   |
| 118. | Michał Gołaś          | SKY    | + 13' 03"  |
| -    | Michał Kwiatkowski    | SKY    | DNF        |

| #    | Zawodnik              | Zespół | Czas        |
| ---- | --------------------- | ------ | ----------- |
| 1.   | Maximilian Schachmann | BOH    | 12h 38' 16" |
| 2.   | Patrick Konrad        | BOH    | + 51"       |
| 3.   | Ion Izagirre          | AST    | + 52"       |
|      |                       |        |             |
| 54.  | Tomasz Marczyński     | LTS    | + 10' 10"   |
| 88.  | Paweł Poljański       | BOH    | + 23' 25"   |
| 124. | Michał Gołaś          | SKY    | + 31' 21"   |

### Etap 5 - 12.04: Arrigorriaga > Arrate, 149,8 km
| #    | Zawodnik          | Zespół | Czas       |
| ---- | ----------------- | ------ | ---------- |
| 1.   | Emanuel Buchmann  | BOH    | 3h 44' 14" |
| 2.   | Ion Izagirre      | AST    | + 1' 08"   |
| 3.   | Adam Yates        | MTS    | + 1' 08"   |
|      |                   |        |            |
| 36.  | Tomasz Marczyński | LTS    | + 19' 31"  |
| 71.  | Paweł Poljański   | BOH    | + 20' 48"  |
| 115. | Michał Gołaś      | SKY    | + 22' 06"  |

| #    | Zawodnik              | Zespół | Czas        |
| ---- | --------------------- | ------ | ----------- |
| 1.   | Emanuel Buchmann      | BOH    | 16h 23' 30" |
| 2.   | Ion Izagirre          | AST    | + 54"       |
| 3.   | Maximilian Schachmann | BOH    | + 1' 04"    |
|      |                       |        |             |
| 54.  | Tomasz Marczyński     | LTS    | + 28' 41"   |
| 87.  | Paweł Poljański       | BOH    | + 43' 13"   |
| 122. | Michał Gołaś          | SKY    | + 52' 27"   |

### Etap 6 - 13.04: Eibar > Eibar, 118,2 km
| #   | Zawodnik          | Zespół | Czas       |
| --- | ----------------- | ------ | ---------- |
| 1.  | Adam Yates        | MTS    | 2h 59' 46" |
| 2.  | Daniel Martin     | UAE    | + 1"       |
| 3.  | Jakob Fuglsang    | AST    | + 1"       |
|     |                   |        |            |
| 52. | Tomasz Marczyński | LTS    | + 14' 38"  |
| 62. | Michał Gołaś      | SKY    | + 14' 38"  |
| 82. | Paweł Poljański   | BOH    | + 17' 03"  |

| #   | Zawodnik          | Zespół | Czas         |
| --- | ----------------- | ------ | ------------ |
| 1.  | Ion Izagirre      | AST    | 19h 24' 09"  |
| 2.  | Daniel Martin     | UAE    | + 29"        |
| 3.  | Emanuel Buchmann  | BOH    | + 31"        |
|     |                   |        |              |
| 48. | Tomasz Marczyński | LTS    | + 42' 26"    |
| 76. | Paweł Poljański   | BOH    | + 59' 23"    |
| 89. | Michał Gołaś      | SKY    | + 1h 06' 12" |

## Liderzy klasyfikacji po etapach
| Etap                 | Zwycięzca             | Klasyfikacja generalna | Klasyfikacja górska  | Klasyfikacja punktowa | Klasyfikacja młodzieżowa | Klasyfikacja drużynowa |
| -------------------- | --------------------- | ---------------------- | -------------------- | --------------------- | ------------------------ | ---------------------- |
| 1                    | Maximilian Schachmann | Maximilian Schachmann  | Daniel Martínez      | Maximilian Schachmann | Maximilian Schachmann    | Bora-Hansgrohe         |
| 2                    | Julian Alaphilippe    | Maximilian Schachmann  | Garikoitz Bravo      | Maximilian Schachmann | Maximilian Schachmann    | Bora-Hansgrohe         |
| 3                    | Maximilian Schachmann | Maximilian Schachmann  | Garikoitz Bravo      | Maximilian Schachmann | Maximilian Schachmann    | Bora-Hansgrohe         |
| 4                    | Maximilian Schachmann | Maximilian Schachmann  | Garikoitz Bravo      | Maximilian Schachmann | Maximilian Schachmann    | Bora-Hansgrohe         |
| 5                    | Emanuel Buchmann      | Emanuel Buchmann       | Alessandro De Marchi | Maximilian Schachmann | Maximilian Schachmann    | Bora-Hansgrohe         |
| 6                    | Adam Yates            | Ion Izagirre           | Adam Yates           | Maximilian Schachmann | Tadej Pogačar            | Bora-Hansgrohe         |
| Klasyfikacja końcowa | Klasyfikacja końcowa  | Ion Izagirre           | Adam Yates           | Maximilian Schachmann | Tadej Pogačar            | Bora-Hansgrohe         |